# PUNPEE
PUNPEE（パンピー）は日本の音楽プロデューサー、ヒップホップMC、トラックメイカー、DJ、シンガー、サウンドエンジニアである。学生時代の同級生GAPPERと実弟5lackの3人からなるヒップホップユニット「PSG」や、地元の友達である原島"ど真ん中"宙芳とのDJコンビ「板橋兄弟」としても活動。妻は元AKB48で女優の秋元才加。

## 略歴
1993年、小学4年生のときに東京都文京区から家族の都合で板橋区へ転居。
2002年、ヒップホップユニット「板橋録音クラブ (IRC)」を結成。同ユニットはその後、自然消滅。
2006年、「ULTIMATE MC BATTLE 2006 東京大会」で優勝。
2007年、GAPPERと結成したヒップホップユニット「P&G」に実弟のS.L.A.C.K.が加入、PSGを結成。カトマイラの手売りアルバム『三十路の嘆げKISS』にて初めて他アーティストのアルバムを全曲プロデュースする。
2009年8月9日、「AKAI PROFESSIONAL PRESENTS SAMPLER BATTLE GOLDFINGER's KITCHEN 2009」で優勝。10月9日、PSGとしてデビューアルバム『David』を発表。本作はKREVA、ZEEBRA、Bach Logicなどに高く評価されたほか、『bounce』（タワーレコード）や、『riddim』（Overheat）、『FLOOR net』（FACTRY）、Amebreakなどの様々な音楽メディアにおいても高い評価を受けた。
2010年8月20日、曽我部恵一の『サマー・シンフォニー』のリミックス『サマー・シンフォニー ver.2 (feat. PSG) 』にPSGとして参加。12inchとして発売される。9月10日、当時20歳だったRAU DEFの1st『ESCALATE』にプロデュースで4曲、そしてトータルプロデューサーとして参加。11月20日、初のMIX CD『Mixed Bizness』を1000枚限定で発表、即完売する。12月31日、ヒップホップ専門メディアAmebreakの「AWARD 2010 BEST PRODUCERS」にて第一位に選出される。
2011年6月30日、2nd MIX CD『BIRTHDAY BASH MIX』を発表。12月27日、インターネットラジオ局Block.fmにて自身の番組『Mixxed Bizness』がスタートする。
2012年5月14日、全6回の放送をもってBlock.fmにて放送していた自身の番組『Mixxed Bizness』が終了する。9月15日、3rd MIX CD『MOVIE ON THE SUNDAY』を2000枚限定で発表、即完売する。また、本作はKREVAなどの著名アーティストが年間ベストの一つとして取り上げた。
2013年4月20日、後藤正文がレコード・ストア・デイに合わせて発売した7inchシングル「The Long Goodbye」にリミックスとラップで参加。12月8日、自身の音源入り、Tシャツ＋CD-R「It's tha Mother Fuckin' P T-Shirts」を発表。即完売する。
2014年1月13日、世界各国のMCがラップを担当するレッドブルテレビCM「ナポレオン編 日本版」に出演、Block.fmにて自身の番組『Mixxed Bizness』が『Mixxed Bizness（スープの回）』として復活する。4月23日、TBS系列で放送されている『水曜日のダウンタウン』にオープニング曲やジングル制作などで参加。
2015年4月18日、レコード・ストア・デイに合わせ7inchシングル『Last Dance（We are TANAKA.）』を500枚限定で発売。7月29日、RHYMESTERの9thアルバム『Bitter, Sweet & Beautiful』にプロデュースで5曲、フィーチャリングで2曲参加。同年に開催された『KING OF STAGE VOL.12 Bitter, Sweet&Beautiful Release Tour 2015』にも参加する。9月25日、アメコミ好きが高じてDCコミックスのアメコミ『LOBO ポートレイト・オブ・ア・バスティッチ』に翻訳監修で参加。10月14日、tha BOSS（THA BLUE HERB）の1stアルバム『IN THE NAME OF HIPHOP』にプロデュースで1曲参加。11月11日、RAU DEFの3rdアルバム『ESCALATE II』にプロデュースで6曲、フィーチャリングで2曲、そして前作同様トータルプロデューサーとして参加。12月20日、「加山雄三リミックスプロジェクト」の一環で「お嫁においで2015（feat. PUNPEE）」を12inchで発売。即完売する。
2016年1月11日、Block.fmの自身の番組『Mixxed Bizness』が『SUMMITimesの中で『Mixxed Bizness（しかしまぁ大事なのは今後である 2015）』として復活する。今回は今までのようなDJ MIXではなくトークやお便りコーナー、ボツ（未公開）音源を流す放送となった。12月9日、長年敬愛していたシンガー、宇多田ヒカルのネットイベント『30代はほどほど。』にラッパーのKOHHと共に出演し本人を目の前にDJプレイを披露した。12月19日、以前担当したアメコミLOBOの第2弾『BATMAN LOBO / LOBO AUTHORITY:HOLIDAY HELL』の翻訳監修を再び担当した。
2017年1月11日、宇多田ヒカルが2002年にリリースしたシングル「光」をPUNPEEがリミックスした楽曲「光（Ray Of Hope MIX）」が配信開始し全米iTunesチャートで日本人アーティスト最高位となる第2位を記録した。同曲はPlayStation 4用ゲームソフト『キングダム ハーツ HD 2.8 ファイナル チャプター プロローグ』の主題歌として使用されている。8月2日、フジテレビ系列にて生放送された『2017 FNSうたの夏まつり』に出演し加山雄三と「お嫁においで 2015」を披露。8月23日、1stアルバムの発売に先駆けてTSUTAYAにてレンタル限定盤『RENTAL'S』をリリース。既存の楽曲をメインにしながらも1stアルバムから『Hero（Trailer）』なども収録された。10月4日、自身初となる1stソロアルバム『MODERN TIMES』をリリース。それに伴いリリースワンマンツアー『The "Journey into Mystery" Tour』を追加公演含む全国6箇所で開催。
2020年4月10日、5月開催予定だった全国Zeppワンマンツアー『Seasons Greetings'20 ~Sofa Kingdom Tour~』が新型コロナウイルス感染症拡大の影響を踏まえ、翌年の1月に延期。同年の10月に全公演の再延期が発表された。
2021年7月13日に『Seasons Greetings'20 ~Sofa Kingdom Tour~』の開催中止が発表された。
2022年7月31日、フジロックフェスティバル '22のGREEN STAGEに出演した。

## 人物・エピソード
映画、アメリカン・コミックス好き。制作においてもそれにまつわる作品が多い。
自己紹介、フリースタイルなどにおいて弟S.L.A.C.K.を引き合いに自分を卑下することが多い。S.L.A.C.K.がライブをする際は基本的に自身がバックDJを務めている。その一方、自身のライブの際はバックDJは原島"ど真ん中"宙芳とDJ ZAIが務めている。
父親が山下達郎のファンだったことから小さい頃から常にレコードなどに囲まれた生活だった。
宇多丸に自身のラジオ番組内で「上手いラッパー」として挙げられる。また、その特徴的な笑い声について漏れ笑いという風に表現される。
宇多田ヒカル好きを公言している。その縁でDOMMUNEで放送されたトリビュート・アルバム『宇多田ヒカルのうた -13組の音楽家による13の解釈について-』の特番に出演し彼女の楽曲のみのDJを披露し、後日その模様がアルバム公式サイトに掲載された。
自身が通っていた中学が相当の不良学校で、いじめられっ子グループに属していたが、「ゲームをたくさん持ってるからあいつはイケてる」という理由で、不良でもなくいじめられっ子でもなく、一般人の地位を築く。これが名前の由来となった。
プロデュースの曲によく客演しているSugbabeは『MOVIE ON THE SUNDAY』の際、秘密裏に行われたオーディションで「声が似ていてアレンジができる」という理由で選ばれた別人のミュージシャン。
楽曲だけでなく映像に関しても強くこだわる。『Bad habit』のMV制作の際は、監督の性格よし子ちゃんに100箇所以上の修正を頼み事務所で一緒に作業した『金 (REMIX) [feat.SEEDA & PUNPEE]』のミュージックビデオは自ら書いた絵コンテを元に撮影された。
2018年8月、元AKB48の秋元才加との熱愛報道が写真週刊誌『FLASH』（2018年8月7日号）に掲載された。これに対して記者には『はい、つき合っています。同棲はしていません。私には住むところがあるので（笑）』とコメントしていた。2020年6月20日に秋元と結婚した。この報道にて年齢が36歳であることも明かされている。

## ディスコグラフィ

### アルバム
- 『BIG EP』 （2006年） GAPPER & PUN-P名義。自主制作CD-R。極少数。
- 『RUCKUS 2』 （板橋録音クラブ） （2008年） PUN-P & THE IRC名義。自主制作CD-R。極少数。
- 『RENTAL'S』 (SUMMIT) (2017年8月23日) TSUTAYA限定で発表された既存曲メインのコンピレーション。
- 『MODERN TIMES』 (SUMMIT) (2017年10月4日)  1stアルバム。

### MIX CD
- 『Mixed Bizness』 （UNDER THRONE） （2010年11月20日） 1000枚限定
- 『BIRTHDAY BASH MIX』 （TRIUMPH） （2011年6月30日） 500枚限定
- 『MOVIE ON THE SUNDAY』 （板橋録音クラブ） （2012年9月15日） 2000枚限定

### シングル
|     | 発売日        | タイトル                                                | 規格品番                                    | 備考             |
| --- | ------------- | ------------------------------------------------------- | ------------------------------------------- | ---------------- |
| 1st | 2022年7月20日 | Ignition!!! feat.松野家6兄弟&ヒピポ族と赤塚区の仲間たち | EYCA-13854:初回生産限定盤 EYCA-13855:通常盤 | オリコン最高62位 |

### 配信限定シングル
| 発売日         | タイトル                                                   | レーベル             |
| -------------- | ---------------------------------------------------------- | -------------------- |
| 2021年4月7日   | ODDTAXI / スカートとPUNPEE                                 | ポニーキャニオン     |
| 2021年8月25日  | Wheels feat. 吉田沙良(モノンクル) / PUNPEE, VaVa&OMSB      | SUMMIT               |
| 2021年12月15日 | フレンヅ                                                   | SUMMIT               |
| 2022年4月13日  | Step Into The Arena / PUNPEE & JJJ                         | SUMMIT               |
| 2022年7月8日   | Ignition!!! feat. 松野家6兄弟 & ヒピポ族と赤塚区の仲間たち | AVEX PICTURES/SUMMIT |
| 2022年7月27日  | トローチ / PUNPEE & BIM                                    | SUMMIT               |
| 2023年3月24日  | タイムマシーンにのって/家族の風景 / PUNPEE & ハナレグミ    | SUMMIT               |
| 2023年10月16日 | Family Sale (feat. 親父)                                   | SUMMIT               |

### アナログ

#### シングル
- 『BUONASERA MR.RAGGAMAN』 （LAZY WOMAN） （2011年8月4日）
- 『Last Dance (We are TANAKA.)』 （2015年4月18日） レコード・ストア・デイ500枚限定

#### EP
- 『WINTER EP』 （DUNKAN ENTERTAINMENT） （2011年2月23日） 「PUNPEE & GUNHEAD」名義
- 『Syn-chrono-ized EP』 （SUMMIT） （2014年8月4日） 「PUNPEE / METEOR」の共同名義

### 参加楽曲
- 「NIGHT OF THE LIVING DEAD (腐った死体賛歌) (feat. METEOR, PUNPEE)」 ダースレイダー 『俺ガレージ・ORGANIZATION』 （2008年6月7日）
- 「Like A Lonely stones (feat. PUNPEE)」 S.L.A.C.K. 『I'm Serious (好きにやってみた)』 （2008年8月）
- 「お隣さんより凡人」 SEEDA & DJ ISSO 『CONCRETE GREEN 7』 （2008年8月19日）
- 「Otaku (totally Awesome Remix) [feat. Archie Carter & PUNPEE]」 casual villain (2009年)
- 「Let's P」 SEEDA & PUNPEE 『THE SOURCE DIGITAL VINYL CUT SERIES PT.1』 （2009年6月5日）
- 「BULALI板橋区 (feat. PUNPEE & NOBU MEKOLI) 」 『THE FREEMAN』 （2009年10月9日）
- 「Styles」 Fuku Del Toro & S.L.A.C.K. & PUNPEE & Zight 『ALTERNATIVE N.C.C STYLE VOL.2』 （2009年12月25日）
- 「WUSSUP? a.k.a. ナニニセーヨ (feat. PUNPEE)」 GAPPER （2010年7月）
- 「IN DA CLUB (feat. PUNPEE & S.L.A.C.K.)」 LUVRAW & BTB 『ヨコハマ・シティ・ブリーズ』 (2010年8月4日)
- 「Freestyle (feat. PUNPEE & S.L.A.C.K.)」 cro-magnon 『joints』 (2010年12月8日)
- 「Hidaddyがyattekita! yeah!yeah!yeah! (feat. WURA, DEFLO, PUNPEE)」 DJ HIDADDY 『ヒダ伝説 三十路MIX』 （2010年12月）
- 「暇すぎてしょうがない (Remix) [feat. S.L.A.C.K. & PUNPEE]」 WAX 『SD KARAOKE CLASICCS』 （2011年5月23日）
- 「待ちぼうけ ~Baby Baby~ (feat. PUNPEE)」 NORIKIYO 『メランコリック現代』 （2011年6月10日）
- 「Motion」 SLik d & PUNPEE 『BIG COLLABO』 （2011年8月3日）
- 「太陽のシワザ (feat. PUNPEE)」 LUVRAW & BTB 『HOTEL PACIFICA』 (2011年10月19日)
- 「P≠† (Who is Tanaka?)」 PUNPEE （2011年10月31日）
- 「Local Distance (Remix) [feat. DKXO & PUNPEE]」 田中仮雄s (2011年12月29日)
- 「P≠† (Who is tanakaぁくん?) [2nd season extended unofficial Dub]」 PUNPEE （2012年3月30日）
- 「コンピュータ (feat. PUNPEE)」 WATTER （2012年6月13日）
- 「Disco City Anthem」 RAU DEF, PUNPEE & G.O （2012年6月20日）
- 「Sarah」 PUNPEE and ERA 『AVALANCHE 2 Bonus CD-R』 （2012年8月26日）
- 「Hmm... (feat. USOWA, PUNPEE)」 OMSB 『MR. "ALL BAD" JORDAN』 （2012年10月26日）
- 「Daydream T.R.E.A.M.er」 PUNPEE, MAJI MASTER C, Cherry Brown, SEX山口, AKLO, D.K.X.O. & Cariosと嫁 （2012年10月27日）
- 「ローラースケーツ・バイオレンス No.1 (Who is TANAKA? Pt.3) [feat. Sugbabe With Heavy TOMO]」 PUNPEE 『「Punpee 5hour Set」 Exclusive CD』 （2012年11月23日）
- 「Holiday (feat. PUNPEE & SMITH-CN)」 BCDMG 『Ordinary Life』 (2013年1月23日)
- 「Bad habit beat by Satanicpornocultshop」 PUNPEE 『160OR80』 （2013年1月28日）
- 「Think About (feat. KID FRESINO & Sugbabe)」 仙人掌 『Be In One's Element』 （2013年5月4日）
- 「MY STYLE」 AKLO, PUNPEE, AK-69 『Manhattan Records The Exclusives Japanese Hip Hop Hits Vol. 3』 （2013年8月7日）
- 「Renaissance (Live @2012.11.4)」 PUNPEE 『AVALANCHE 3』 （2013年8月31日）
- 「夏休み(宵) [feat. PUNPEE]」 Sugbabe 『3 WORDS RADIO "SUMMER, SHOWER, SODAS"』 (2013年9月25日)
- 「珈琲 (feat. PUNPEE)」 NORIKIYO 『花水木』 （2013年12月13日）
- 「Pajama Partyyy (feat. PUNPEE & さつき が てんこもり)」 Cherry Brown 『Escapism』 （2013年12月18日）
- 「Night Flight Telephone Call (feat. PUNPEE)」 一十三十一 『Snowbank Social Club』 （2014年1月29日）
- 「今夜はParty (Remix) [feat. PUNPEE, SALU & 遊戯]」 NORIKIYO （2014年2月18日）
- 「憧れのConcrete Green」 SEEDA, DJ ISSO, DJ KENN 『CONCRETE GREEN - THE CHICAGO ALLIANCE』 （2014年4月11日）
- 「ミルフィーユフィクション (Remix) [feat. PUNPEE]」 Koedawg 『根腐れローズ』 （2014年7月5日）
- 「Last Dance (We are Tanaka.) [feat. Sugbabe]」 PUNPEE （2014年11月1日）
- 「人生の選択 (feat. PUNPEE)」 どついたるねん 『BEST HITS』 （2014年11月5日）
- 「Twice (feat. PUNPEE)」 DoubleDouble 『ダブルダブル』 （2014年11月12日）
- 「Traveling (PJG "Just Do It” 90s Special Rework)」 John Gastro with PUNPEE （2014年12月4日）
- 「Mileage Club (feat. PUNPEE)」 LIBRO　『GEAR』 （2015年1月14日）
- 「Before Bud... (feat. MC KOMICKLINICK, PUNPEE)」 MASHIRITO 『BEERBELLYS』 （2015年1月24日）
- 「Serial Chiller (feat. MC KOMICKLINICK, ISSUGI & PUNPEE)」 BudaMunk 『The Corner』 （2015年5月27日）
- 『Bitter, Sweet & Beautiful』 RHYMESTER （2015年7月29日）
  - 「Kids In The Park (feat. PUNPEE) 」
  - 「SOMINSAI (feat. PUNPEE)」
- 「Porn Graf Jungle MIX」 PUNPEE 『AVALANCHE 5』 (2015年8月22日)
- 「お嫁においで2015 (feat. PUNPEE) 」 加山雄三 （2015年9月15日）[25]
- 「Back In Love (Music) [feat. PUNPEE]」 G.RINA 『Lotta Love』 （2015年10月21日）
- 「Codein Dreamin'」 COOKIE CRUNCH, J.COLUMBUS, MUTA, CENJU, OS3, EAT, ONE-LAW, PUNPEE 『#5014CompMostWANTED』 （2015年11月6日）
- 『ESCALATE II』 RAU DEF （2015年11月11日）
  - 「GR8FUL SKY (feat. PUNPEE)」
  - 「FREEZE!!! (feat. Sugbabe)」
- 「夜を使いはたして (feat. PUNPEE)」　STUTS 『Pushin'』　（2016年4月20日）
- 「Close to you (feat. PUNPEE)」　C.O.S.A. x KID FRESINO 『Somewhere』　（2016年7月20日）
- 「Last Man Standing (I am TANAKA?)」　PUNPEE 『T.R.E.A.M. PRESENTS : 田中面舞踏会サウンドトラック - LIFE LOVES THE DISTANCE』　（2016年12月21日）
- 「HAPPY ENDS (feat. PUNPEE)」 MEL 『LIGHTS ON THE PLANET』 （2017年6月21日）
- 「Theme Song (feat. RIKKI, MARIA, DyyPRIDE, in-d, OMSB, BIM, JUMA, PUNPEE, GAPPER & USOWA)」 SUMMIT 『Theme Song』（2017年6月21日）
- 『UNISEX』 RAU DEF（2017年9月27日）
  - 「Players Anthem (feat. Sugbabe)」
  - 「STARZ (feat. PUNPEE)」
- 「TRAIN-TRAIN (REMIX) / NORIKIYO&PUNPEE」 V.A.『THE BLUE HEARTS TRIBUTE HIPHOP ALBUM「終わらない歌」』 (2018年5月30日)
- 「BUDDY (feat. PUNPEE)」BIM 『The Beam』（2018年7月25日）
- 『DELICACY』 RAU DEF（2018年9月26日）
  - 「Unbelievaboy (feat. Sugbabe)」
  - 「Friendship (feat. PUNPEE)」
- 『CURRYSONG(feat PUNPEE)』カレー屋まーくんブルースエクスプロージョン
- (2018年9月24日）
- 「グッディガール (feat. PUNPEE)」ORIGINAL LOVE 『bless You!』（2019年2月13日）
- 「さらしもの (feat. PUNPEE)」　星野源 『Same Thing』（2019年10月14日）
- 「ODDTAXI」「ヤノのテーマ」「内容のない会話」「事件」「日常A」「サイレン」「夜のピクニック」「付け焼き刃のカポエイラ」「N-1のテーマ」「ただのビョーキ」「恩返し」「ホモサピエンスのテーマ」「ドブのテーマ」「日常B」「悪だくみ」『ODDTAXI ORIGINAL SOUNDTRACK』（2021年5月19日）
- 「Pale Rain」imase with PUNPEE & Toby Fox（2022年4月2日）

### 楽曲提供
- カトマイラ　『三十路の嘆キッス』 （2007年） 手売り自主制作CD-R。極少数。
  - 「30ていく」
  - 「何処の人?」
  - 「中年年中」
  - 「軽く本気でもう一度」
  - 「三十路の投げKISS」
- 『HAGULIFE』 KOCHITOLA HAGURETIC EMCEE'S （2008年8月6日）
  - 「頑張る? (SKIT)」
  - 「応援か?」
- 『魔獄の分裂 - 絶叫物件へようこそ』 METEOR （2008年8月23日）
  - 「魔獄の分裂イントロ~絶叫物件の悪夢の玄関 feat. TAMU, WAX, 朗哉, IIIGO, DEJI」
  - 「偏執狂に気をつけろ feat. キリコ」
  - 「BEYOND THE 魔獄 feat. AKIYAHEAD」
- 「何が残る」 SCARS 『NEXT EPISODE』 （2008年12月31日）
- 「おもちゃ」 鬼 『獄窓』 （2009年9月2日）
- カトマイラ 『三十路の投げKISS』 （2010年5月19日） 全曲プロデュース（ボーナストラック1曲を除く）
- 『ESCALATE』 RAU DEF (2010年9月10日)
  - 「-Fiance-」
  - 「Dream Sky」 (クレジットされていないがフックも担当)
  - 「Rac Bang (feat. Historic)」 (クレジットされていないがフックも担当)
  - 「とりまえず」 (クレジットされていないがフックも担当)
- 「誰だ」 ZONE THE DARKNESS 『THE N.E.X.T.』 （2010年12月8日）
- 『あっちとこっち』 環ROY（2011年5月4日）
  - 「Ms.Solitude」
  - 「準備してる」
  - 「GOD ONLY KNOWS」
- 「Salary madness」 OILWORKS 『The Visionaries』 （2011年5月18日）
- 「ポイ」 般若 『BLACK RAIN』 （2011年7月30日）
- 「SKIT (feat. MASTA SIMON from Might Crown)」 『OZBUM ~A:UN~』 OZROSAURUS 2012年4月4日）
- 『K.T.A』 RAU DEF（2012年6月20日）
  - 「Mr. Make it eazy」
  - 「江戸ネオン」 (クレジットされていないがフックも担当)
- 「punpee outro」 5lack 『情』 （2012年7月20日）
- 「I'm In Night」 SNEEEZE 『Asymmetry』 （2013年4月17日）
- 「Where I Belong」 YUKSTA-ILL 『TOKYO ILL METHOD』 （2013年11月20日）
- 「雨の東京」 NORIKIYO 『花水木』 （2013年12月13日）
- 『サードチルドレン』 ZORN （2014年4月16日）
  - 「Music」
  - 「Get A Chance」
- 「imanimitero」 CENJU 『CAKEZ』 （2014年11月5日）
- 『Bitter, Sweet & Beautiful』 RHYMESTER （2015年7月29日）
  - 「フットステップス・イン・ザ・ダーク」 (クレジットされていないがフックも担当)
  - 「Kids In The Park (feat. PUNPEE) 」
  - 「SOMINSAI (feat. PUNPEE)」
  - 「モノンクル」 (クレジットされていないがフックも担当)
  - 「サイレント・ナイト」
- 『ESCALATE II』　RAU DEF　（2015年11月11日）
  - 「Episode (Fiance)」
  - 「GR8FUL SKY (feat. PUNPEE)」
  - 「Skit」
  - 「Snake」
  - 「FREEZE!!! (feat. Sugbabe)」
  - 「Outro」
- 「海賊の歌」　CHIN-HURTZ （2016年6月15日）
- 「LET'S GET DIRTY (feat. SOCKS)」 YUKSTA-ILL 『NEO TOKAI ON THE LINE』（2017年2月2日）
- 「There is (feat. NIPPS, MARIA & GAPPER)」 TWINKLE+ 『JAPANESE YEDO MONKEY』 （2017年6月7日）
- 『LIGHTS ON THE PLANET』 MEL（2017年6月21日）
  - 「道」
  - 「HAPPY ENDS (feat. PUNPEE)」 Co prodとしての参加。
- 『UNISEX』 RAU DEF（2017年9月27日）
  - 「Interlude」
  - 「STARZ (feat. PUNPEE)」
- 「終わらない歌 (REMIX) / NORIKIYO」 V.A.『THE BLUE HEARTS TRIBUTE HIPHOP ALBUM「終わらない歌」』 （2018年5月30日）
- 『DELICACY』 RAU DEF（2018年9月26日）
  - 「Unbelievaboy (feat. Sugbabe)」
  - 「Friendship (feat. PUNPEE)」

#### リミックス
- 「Spice Of Life (香辛料"P" Remix)」 CAMEL BACK 『Spice Of Life』 （2008年2月20日）
- 「Imagine That (PUNPEE Remix)」 Roc 'C' & IMAKEMADBEATS are THE TRANSCONTINENTAL 『THE TRANSCONTINENTAL』 （2008年12月12日） 国内盤ボーナストラック収録。
- 「TRAIN ON TOKYO (東上LINE上りREMIX)」 S.L.A.C.K. 『My Space』 (2009年2月18日) wenod初回特典CD-R収録。
- 「Rock Star feat. Tina (PUNPEE Remix)」 ANARCHY  (2009年8月21日) myspace ANARCHY「DREAM AND DRAMA」Remixコンテスト最優秀作品賞受賞。
- 「180° (Remix) [feat. COPPU]」 磯友 『MAD RIVER SONGs 号外　黒盤』 （2010年9月25日）
- 「Bay Dream -課外授業- (PUNPEE Remix)」 サイプレス上野とロベルト吉野 『LEGEND オブ FILE MIX』 (2010年10月15日)
- 「誰だ (佐々木のぞmix feat. バラガキ)」 ZONE THE DARKNESS (2011年2月23日)
- 「IN DA HOOD (地元は違えどREMIX)」 NORIKIYO 『言い訳』 （2011年7月13日）
- 「Late Summer Symphony (P's Mush Up MIX)」 曽我部恵一 Feat. PSG 『AVALANCHE Bonus CD-R』 （2011年7月24日）
- 「水星 (Roller Skate Disco REMIX)」 tofubeats feat. オノマトペ大臣 『水星 EP』 （2012年2月23日）
- 「The Burning Plain (PUNPEE Remix)」 TOWA TEI （2012年5月2日）
- 「お隣さんより凡人 (学園地獄 The College drop out Remix)」 『法政EP』 （2012年11月4日）
- 「The Long Goodbye (P's O-parts Remix)」 Gotch 『The Long Goodbye』 （2013年4月20日）
- 「バサラップ (P's basarhapsody Remix) [feat. MC 吟遊詩神 & PUN-P]」 どついたるねん （2013年10月30日）
- 「Department (霊幻商场MIX)」 THE OTOGIBANASHI'S 『BUSINESS CLASS』（2015年8月5日）
- 「七日間 (PUNPEE Remix)」 TwiGy 『TwiGy REMIXES』（2011年11月20日）
- 「金 (REMIX) [feat. PUNPEE & SEEDA]」 TAMU 『#8 seeds』（2016年）
- 『光 (Ray Of Hope MIX)』 宇多田ヒカル（2017年1月11日）
  - 「光 (Ray Of Hope MIX)」
  - 「Simple and Clean -Ray of Hope MIX-」
  - 「光 -P's CLUB MIX-」
  - 「Simple and Clean -P's CLUB MIX-」

#### テレビ
- 『水曜日のダウンタウン』 オープニング、その他のジングルを制作 。（2014年4月23日 - ）TBS

#### CM
- レッドブル 「ナポレオン編」 日本版 （2014年1月13日）

### エンジニアリング
- 「I Can」 GOMESS 『CONCRETE GREEN - THE CHICAGO ALLIANCE』 （2014年4月11日）
- 『06-13』 16FLIP （2014年5月14日） ミックス、マスタリング担当。
- 『Shadin'』 KID FRESINO （2014年8月20日）
- 『10DUBB』 16FLIP （2015年1月7日） 一部楽曲ミックス担当。
- 『UrbanBowl Mixcity』 ISSUGI & DJ SCRATCH NICE （2015年4月8日） ミックス、マスタリング担当。
- 「Last Dance (We are TANAKA) [10年経って今も.. Remix]」 Sir Y.O.K.O. PoLoGod （2015年4月18日）

### 書籍
- 『LOBO ポートレイト・オブ・ア・バスティッチ』（2015年9月25日）翻訳監修
- 『BATMAN LOBO / LOBO AUTHORITY:HOLIDAY HELL』（2016年12月19日） 翻訳監修

### その他
- 「It's tha Mother Fuckin' P T-Shirts」（2013年12月11日）Tシャツ + CD-R
- 「"Movie On The Sunday" Commentary CD」（2014年9月5日）同名MIX-CDの副音声コメンタリーを収録した作品。
- 「MODERN TIMES -Commentary」（2018年3月9日）同名CDの副音声コメンタリーを収録した作品。

## ミュージックビデオ
- 『タイムマシーンにのって』（2018年10月30日）[26]
- 『Happy Meal』（2018年12月24日）[27]
- 『Pride feat. ISSUGI』（2019年12月31日）[28]
- 『夢追人 feat. KREVA』（2020年6月30日）[29]
- 『Wonder Wall feat. 5lack』（2020年8月31日）[30]
- 『Family Sale feat. 親父』（2023年10月16日）

## 出演

### ラジオ
- Mixxed Bizness （2011年12月27日 - 2012年4月10日）Block.fm
- ライムスター宇多丸のウィークエンド・シャッフル 「"PUNPEE"とは何者か? 特集 feat. ライムスター」（2015年8月1日）TBSラジオ - 特集、DJ、ゲストとして出演。
- ASPIRE with EMPORIO ARMANI SOUNDS (2015年 10月22日) Block.fm - ゲスト出演。
- Joint&Jam 〜global dance traxx〜（2016年1月29日）JFN - ゲストDJとして出演。
- SOFA KING FRIDAY（2018年4月7日 - 、J-WAVE）[31]

### テレビ
- Twilight Shower（2013年10月18日）スペースシャワーTV - SUMMITとして出演。
- RHYMESTER presents "人間交差点 2015" LIVE SPECIAL（2015年7月10日）スペースシャワーTV - SUMMITとして出演。
- BAZOOKA!!! 「日本語ラップの歴史を学ぶ勉強会」（2016年5月10日）BSスカパー - 番組内コーナー、BAZLIVE!!!にて5lackのバックDJとして出演。
- Check the Rhyme（2016年7月14日）MTVジャパン
- トーキングフルーツ（2017年4月11日）フジテレビ ゲスト
- 2017 FNSうたの夏まつり (2017年8月2日) フジテレビ
- おげんさんといっしょ (2019年10月14日) NHK

### ネット番組
- 宇多田ヒカルデビュー15周年記念「宇多田ヒカルのうた」（2014年12月4日）DOMMUNE - DJとして出演。
- ライムスター宇多丸のウィークエンド・シャッフル24時間ラジオ2016（2016年8月20日）ニコニコ生放送 - 番組内のコーナー「夢のアメリカンコミック対談」にてアメコミ翻訳家の光岡三ツ子と共に出演。
- 『サントリー天然水 PRESENTS「宇多田ヒカル 30代はほどほど。」』（2016年12月9日）GYAO! - DJとして出演。
- my name is（2022年12月18日、ABEMA）

### DVD
- 『ULTIMATE MC BATTLE 2006 LIMITED EDITION DOUBLE DISC PACKAGE』 (2007年7月27日)
- 『ヒダディーひとり旅‾三十路の旅路~』 HIDADDY (2009年5月2日)
- 『UMB 2009 TOKYO ROUND』 (2009年6月3日)
- 『GOLDFINGER’S KITCHEN 2009』 (2010年1月20日)
- 『2009 3ON3 MC FREESTYLE BATTLE -ROAD TO GRANDCHAMPIONSHIP- MARCH SERIES & JULY SERIES BEST FREESTYLES!!』 (2011年6月15日)
- 『UMB 2007 EAST "BEST BOUT VOL.07"』 (2012年3月30日)
- 『花水木 Tour Final』 NORIKIYO (2015年3月25日)
- 『AsONE -RAP TAG MATCH- 20140830』 (2015年4月22日)
- 『Bitter, Sweet & Beautiful(初回特典Blu-ray & DVD)』 RHYMESTER (2015年7月29日)
- 『9sari×BLACK SWAN Tour Final Live at SHINJUKU FACE』 (2015年10月7日)
- 『KING OF STAGE VOL.12 -Bitter, Sweet & Beautiful Release Tour 2015-』 RHYMESTER (2015年12月30日)
- 『AsONE -RAP TAG MATCH- 20151230』 (2016年5月18日)

### ビデオ
- 星野源
  - 『さらしもの (feat. PUNPEE)』（Lyric Video）[32]

### ミュージックビデオ
- A$AP Rocky
  - 「Purple Swag (Remix) [feat. VITO, KUTS DA COYOTE, ERA, Cherry Brown, PUNPEE & DJ TY-KOH]」
- BudaMunk
  - 「But I Know (feat. 5lack)」
- DoubleDouble
  - 「Onechance (feat. ISSUGI)」
- Hypnotyz
  - 「Hypnotyz We」
- MEKOLI
  - 「BULALI 板橋区 (feat. PUNPEE & NOBU)」
- NORIKIYO
  - 「支払いは満額で (feat. BRON-K & OJIBAH)」
  - 「終わらない歌 (REMIX)」
- RAU DEF
  - 「DREAM SKY」
  - 「DYNA MIC」
- RHYMESTER
  - 「Kids In The Park (feat. PUNPEE)」
- TAMU
  - 「金 (REMIX) [feat.SEEDA & PUNPEE」
- サイプレス上野とロベルト吉野
  - 「やってやるって」
- どついたるねん
  - 「人生の選択 (feat. PUNPEE)」
- ポチョムキン
  - 「T.I.P. (feat. PUNPEE)」
- 加山雄三
  - 「お嫁においで 2015 (feat. PUNPEE)」
- SUMMIT
  - 「Theme Song feat. RIKKI, MARIA, DyyPRIDE, in-d, OMSB, BIM, JUMA, PUNPEE, GAPPER, USOWA」
- STUTS
  - 「夜を使いはたして feat. PUNPEE」
- BIM
  - 「BUDDY feat. PUNPEE」

## 主なライブ

### ワンマンライブ・主催イベント
| 開催日          | タイトル                               | 備考 |
| --------------- | -------------------------------------- | ---- |
| 2017年9月〜10月 | The "Journey Into Mystery" Tour        |      |
| 2018年5月       | PUNPEE Presents "Seasons Greetings'18" |      |